# Ca n'Orriols d'Agell
Ca n'Orriols d'Agell és un edifici de Cabrera de Mar (Maresme) protegit com a Bé Cultural d'Interès Local.

## Descripció
La masia està composta per tres crugies o cossos perpendiculars a la façana principal. El cos central consta de planta baixa, planta pis i golfes; cobert per una teulada a dues vessants amb frontó a la façana principal. Planta baixa i planta pis per als dos cossos laterals, coberts per una teulada a dues vessants amb aiguavessos paral·lels a la façana principal.

## Història
El nom típic del maresme Orriols o també escrit Oriols prové del nom propi llatí Aerolus o Oriolus. També és el nom d'alguns pobles catalans. Agell (1497, 1515, 1553). (Canal i Moré 1987)
La façana d'aquesta masia encara té totes les característiques d'haver-se construït en una segona etapa, encara que s'han conservat les finestres gòtiques del segle xv. (Garí 1983, pàg 97)
Com a dades curioses trobem les de Modolell:
Data antiga de la casa segons Modolell: 950 (pàg 29). Can Orriols d'Agell surt citat com a lloc de referència en un pergamí del 950. (Modolell pàg. 70).
Segons Modolell, al segle xii "els masos del poble estaven construïts molt a prop els uns dels altres. Formaven petits quadres per prestar-se ajuda en cas d'atac. I a Agell, al redós de la capella, Can Mayol de Munt, ca l'Aymeric, can Sagrera, ca l'Arnó i can Puig; i més avall, a uns 500 metres can Mora, can Sala, can Basora, can Carbonellet, can Pujol, ca n'Orriols... (Modolell, 1993, pàg 76). Segons el testament de Pere Grony, signat el 28 de febrer de 1329, (...) ratificava la donació d'una quartera de forment sobre els béns del mas Orriols de Cabrera a benefici de l'altar de Santa Maria edificat a la parròquia de Sant Feliu de Cabrera (Baucells i Reig, 19..)
Cap a les darreries del 1700 trobem que majoritàriament les persones morien a casa seva, però també a les pallisses d'en Lladó, d'en Rodon, de can Català, de ca n'Orriols o de la rectoria, on pernoctaven els pobres que setmanalment passaven a demanar caritat. (Modolell pàg 23).
Morts citats a pergamins:
1711 Ramon Orriols Metge Ca n'Orriols d'Agell.
1711 Francesc Orriols Catedràtic Conseller en cap del Consell de Cent Ca n'Orriols d'Agell (Pàg 24)
Els pagesos, cap al segle xii, necessitaven aigua i la buscaven en terrenys més encimats. Conduïen l'aigua a través d'una mina, i a Cabrera n'hi ha moltes, com per exemple la de ca n'Orriols. (Pàg 72)
A ca n'Orriols es guarden una vintena de pergamins que parlen de compres de terres, reducció de censals i testaments. En el capbreu del 1525, Esteve Orriols declara que té 32 peces de terra -25 a Cabrera i 7 a Argentona- que les justifica tot i tenir-li el domini útil. Ca n'Orriols era una casa important i un punt de referència. (Modolell 1993).
Aquesta casa apareix esmentada en uns documents de Contribució Territorial del 1922-23.